# Parinacota
Der Parinacota ist ein Schichtvulkan an der Grenze zwischen Chile und Bolivien im Gebiet der Atacama-Wüste. Er liegt im  Nationalpark Lauca 145 Kilometer östlich von Arica in der West-Kordillere der Zentral-Anden. Zusammen mit dem Vulkan Pomerape, der nordöstlich von ihm liegt, bildet er den Payachata-Komplex. Zu seinen Füßen liegt der Lago Chungará. Seine gegenwärtige Tätigkeit beschränkt sich auf Fumarolenaktivität.